# Dave Johnson (basket-ball)
Pour les articles homonymes, voir Dave Johnson.
David M. « Dave » Johnson, né le 16 novembre 1970 à Morgan City en Louisiane, est un joueur américain de basket-ball. Il évoluait aux postes d'arrière et d'ailier.